# Alister Allan
Alister Millar Allan  (ur. 28 czerwca 1944 we Freuchie w Szkocji) – brytyjski strzelec sportowy. Dwukrotny medalista olimpijski.
Specjalizował się w strzelaniu karabinowym. Brał udział w pięciu igrzyskach na przestrzeni ponad dwudziestu lat (IO 68, IO 76, IO 84, IO 88, IO 92), zdobył dwa medale. W 1984 był trzeci w karabinie małokalibrowym na dystansie 50 metrów, w 1988 drugi w tej samej konkurencji. W 1978 zdobył złoty medal mistrzostw świata w strzelaniu z karabinu na dystansie 50 metrów w pozycji leżącej, był dwukrotnym mistrzem Europy w 1981 (trzy postawy i leżąc).